# Charles de Salm-Dhaun
 (mars 2024).
Si vous disposez d'ouvrages ou d'articles de référence ou si vous connaissez des sites web de qualité traitant du thème abordé ici, merci de compléter l'article en donnant les références utiles à sa vérifiabilité et en les liant à la section « Notes et références ».
Charles de Salm-Dhaun (21 septembre 1675 à Hochstetten-Dhaun – 26 mars 1733, ibid.) est rhingrave de Salm-Dhaun de 1693 à 1733. Il est le fils de Jean-Philippe II de Salm-Dhaun et sa femme, Anne-Catherine de Nassau-Ottweiler.
Il se marie le 19 janvier 1704 à Ottweiler à sa cousine germaine, Louise de Nassau-Ottweiler, la fille du comte Frédéric-Louis de Nassau-Ottweiler. Charles et Louise ont dix enfants:
- Catherine-Louise (1705-1786)
- Caroline (1706-1786), mariée en 1726 avec Charles-Louis de Leiningen-Dagsbourg-Hardenbourg
- Christine (1710-1773)
- Wilhelmine (1711-1732)
- Albertine (1716)
- Charles-Auguste (1718-1732)
- Sophie-Charlotte de Salm-Dhaun (1719-1770), mariée en 1743 avec Jean de Palatinat-Gelnhausen
- Louise de Salm-Dhaun (1721-1791), mariée en 1744 avec Guillaume-Louis de Kirchberg (1709-1751).
- Jean-Philippe III de Salm-Dhaun (1724-1742)
- Jeanne-Louise (1725)